# .284 Winchester
El .284 Winchester es cartucho metálico de fuego central para rifle, sin borde, fabricado por Winchester basado en el .270 Winchester y el 280 Remington. El resultado final fue un cartucho de calibre 7mm con aproximadamente la misma longitud total que el .308 Winchester pero con un casquillo más grueso.

## Historia
En 1963 Winchester lanzó al mercado el .284 Winchester buscando desarrollar un cartucho capaz de emular la performance del .270 Winchester y ser usado en un mecanismo corto, de la misma longitud que el .308 Winchester o el .243 Winchester. Sin embargo, para entonces el Winchester modelo 70 no contaba con un mecanismo de acción corta, que generase alguna ventaja en longitud y peso, con respecto al mecanismo de longitud estándar, usado en rifles de cerrojo recamarados en cartuchos como el .30-06 Springfield, .270 Winchester o .300 Winchester Magnum.
Pero Winchester tenía en mente lanzar este cartucho para ser utilizado en su nuevo rifle de palanca Winchester modelo 88 y un rifle semiautomático conocido como el Winchester Modelo 100.

## Uso deportivo
Gracias a su diseño de anillo rebatido, longitud corta y al inherente alto coeficiente balístico que ofrecen los cartuchos calibre 7mm; el .284 Winchester resulta una opción ideal para el desarrollo de rifles de montana ligeros que ofrezcan una trayectoria plana, capacidad de sortear el viento eficientemente y suficiente pegada para abatir presas ligeras y medianas, tal como los concibió Melvin Forbes, diseñador original de los rifles ULA (Ultra Light Rifles), los cuales son producidos actualmente bajo la marca NULA por Wilson Combat.